# Sofiya Tarásova
Sofiya Tarásova (en ucraniano: Софія Тарасова) nació en Kiev (Ucrania) el 31 de marzo de 2001. Es una cantante ucraniana que representó a Ucrania en el Festival de la Canción de Eurovisión Junior 2013 con la canción We Are One (Somos uno en español). Quedó en la segunda posición con una estupenda puntuación de 121 puntos.